# Дадган (Тафреш)
Дадган (перс. دادغان) — село в Ірані, у дегестані Базарджан, у Центральному бахші, шагрестані Тафреш остану Марказі. За даними перепису 2006 року, його населення становило 0 осіб.

## Клімат
Середня річна температура становить 14,33 °C, середня максимальна – 33,18 °C, а середня мінімальна – -8,04 °C. Середня річна кількість опадів – 263 мм.
| Клімат поселення                              | Клімат поселення | Клімат поселення | Клімат поселення | Клімат поселення | Клімат поселення | Клімат поселення | Клімат поселення | Клімат поселення | Клімат поселення | Клімат поселення | Клімат поселення | Клімат поселення | Клімат поселення |
| Показник                                      | Січ.             | Лют.             | Бер.             | Квіт.            | Трав.            | Черв.            | Лип.             | Серп.            | Вер.             | Жовт.            | Лист.            | Груд.            |                  |
| Середній максимум, °C                         | 8,94             | 11,01            | 16,60            | 23,07            | 27,44            | 32,22            | 33,18            | 31,76            | 27,67            | 22,11            | 15,58            | 9,10             |                  |
| Середня температура, °C                       | 0,45             | 2,52             | 8,13             | 14,58            | 18,94            | 23,72            | 27,22            | 25,79            | 21,70            | 16,14            | 9,60             | 3,13             |                  |
| Середній мінімум, °C                          | −8,04            | −5,97            | −0,38            | 6,09             | 10,45            | 15,23            | 21,25            | 19,83            | 15,74            | 10,19            | 3,63             | −2,84            |                  |
| Норма опадів, мм                              | 38               | 36               | 47               | 34               | 26               | 4                | 1                | 1                | 0                | 12               | 25               | 39               |                  |
| Середньомісячна швидкість вітру, м/с          | 2.16             | 2.11             | 3.23             | 3.36             | 2.92             | 2.70             | 2.87             | 2.68             | 2.36             | 2.29             | 2.00             | 1.46             |                  |
| Середньомісячна сонячна радіація, кДж/м²·день | 8861             | 12017            | 14487            | 18075            | 22102            | 26490            | 25880            | 23728            | 20398            | 14997            | 10822            | 8765             |                  |
| --------------------------------------------- | ---------------- | ---------------- | ---------------- | ---------------- | ---------------- | ---------------- | ---------------- | ---------------- | ---------------- | ---------------- | ---------------- | ---------------- | ---------------- |
| Джерело:                                      |                  |                  |                  |                  |                  |                  |                  |                  |                  |                  |                  |                  |                  |